# Boniface Tumuti
Boniface Mucheru Tumuti (ur. 2 maja 1992 w Laikipii) – kenijski lekkoatleta specjalizujący się w biegach sprinterskich i płotkarskich.
W 2010 startował na mistrzostwach świata juniorów, podczas których zajął 8. miejsce w biegu na 400 metrów przez płotki. Dwukrotny brązowy medalista mistrzostw Afryki z Porto-Novo (2012). W tym samym roku reprezentował Kenię na igrzyskach olimpijskich w Londynie, odpadając z rywalizacji w rundzie eliminacyjnej. W 2014 zdobył brąz w biegu na 400 metrów oraz w sztafecie 4 × 400 metrów podczas afrykańskich mistrzostw w Marrakeszu. W 2015 był ósmy na 400 metrów przez płotki w trakcie mistrzostw świata w Pekinie oraz zdobył brązowy medal światowych wojskowych igrzysk sportowych. Złoty i srebrny medalista afrykańskiego czempionatu w Durbanie (2016). Wicemistrz olimpijski z Rio de Janeiro (2016) w biegu na 400 m przez płotki.
Wielokrotny złoty medalista mistrzostw Kenii.

## Osiągnięcia
| Rok  | Impreza                             | Miejsce        | Konkurencja                     | Lokata               | Wynik   |
| ---- | ----------------------------------- | -------------- | ------------------------------- | -------------------- | ------- |
| 2010 | Mistrzostwa świata juniorów         | Moncton        | bieg na 400 metrów              | eliminacje           | 48,85   |
| 2010 | Mistrzostwa świata juniorów         | Moncton        | bieg na 400 metrów przez płotki | 8. miejsce           | 52,16   |
| 2010 | Mistrzostwa świata juniorów         | Moncton        | sztafeta 4 × 400 metrów         | eliminacje           | 3:12,18 |
| 2010 | Mistrzostwa Afryki                  | Nairobi        | bieg na 400 metrów przez płotki | eliminacje           | 51,94   |
| 2012 | Mistrzostwa Afryki                  | Porto-Novo     | bieg na 400 metrów przez płotki | 3. miejsce           | 49,45   |
| 2012 | Mistrzostwa Afryki                  | Porto-Novo     | sztafeta 4 × 400 metrów         | 3. miejsce           | 3:04,12 |
| 2012 | Igrzyska olimpijskie                | Londyn         | bieg na 400 metrów przez płotki | eliminacje           | 50,33   |
| 2014 | IAAF World Relays                   | Nassau         | sztafeta 4 × 400 metrów         | 7. miejsce (Finał B) | 3:05,81 |
| 2014 | Igrzyska Wspólnoty Narodów          | Glasgow        | bieg na 400 metrów przez płotki | 6. miejsce           | 49,99   |
| 2014 | Mistrzostwa Afryki                  | Marrakesz      | bieg na 400 metrów              | 3. miejsce           | 45,07   |
| 2014 | Mistrzostwa Afryki                  | Marrakesz      | sztafeta 4 × 400 metrów         | 3. miejsce           | 3:07,35 |
| 2014 | Puchar interkontynentalny           | Marrakesz      | sztafeta 4 × 400 metrów         | 1. miejsce           | 3:00,02 |
| 2015 | Mistrzostwa świata                  | Pekin          | bieg na 400 metrów przez płotki | 5. miejsce           | 48,33   |
| 2015 | Światowe wojskowe igrzyska sportowe | Mungyeong      | bieg na 400 metrów przez płotki | 3. miejsce           | 49,91   |
| 2016 | Mistrzostwa Afryki                  | Durban         | bieg na 400 metrów przez płotki | 1. miejsce           | 49,20   |
| 2016 | Mistrzostwa Afryki                  | Durban         | sztafeta 4 × 400 metrów         | 2. miejsce           | 3:04,25 |
| 2016 | Igrzyska olimpijskie                | Rio de Janeiro | bieg na 400 metrów przez płotki | 2. miejsce           | 47,78   |

## Rekordy życiowe
- Bieg na 400 metrów – 45,07 (12 sierpnia 2014, Marrakesz)
- Bieg na 400 metrów przez płotki – 47,78 (18 sierpnia 2016, Rio de Janeiro) rekord Kenii